# Condé-sur-Seulles
Condé-sur-Seulles é uma comuna francesa na região administrativa da Normandia, no departamento Calvados. Estende-se por uma área de 2,45 km². Em 2010 a comuna tinha 294 habitantes (densidade: 120 hab./km²).